# Sainte-Marie (Nièvre)
Sainte-Marie település Franciaországban, Nièvre megyében. Lakosainak száma 86 fő (2022. január 1.). Sainte-Marie Lurcy-le-Bourg, Bona, Jailly, Saint-Benin-des-Bois, Saint-Franchy és Saint-Saulge községekkel határos.

## Népesség
A település népessége az elmúlt években az alábbi módon változott:
| Lakosok száma | 91   | 84   | 85   | 80   | 80   | 78   | 81   | 83   | 86   |
|               | 2013 | 2015 | 2016 | 2017 | 2018 | 2019 | 2020 | 2021 | 2022 |